# Ażdahak (wulkan)
Ażdahak (orm. Աժդահակ) – wulkan w Armenii, najwyższy w Górach Gegamskich. W kraterze wulkanu znajduje się jezioro, które powstało z topniejącego śniegu. Ze szczytu góry widoczne są góry Ararat, Ara, Aragac, jezioro Sewan i dolina rzeki Hrazdan.
Nazwa wulkanu pochodzi od Ażdahaka, ormiańskiego demona-smoka, odpowiednika Aži Dahaka z mitologii irańskiej, który miał zostać przykuty do góry przez Feriduna.

## Geologia
Stożek wulkanu Ażdahak jest utworzony z żużli, lapilli, piasków, popiołów, gruzu oraz głazów lawowych. Ostatnia erupcja wulkanu jest datowana na II tysiąclecie p.n.e.

## Galeria

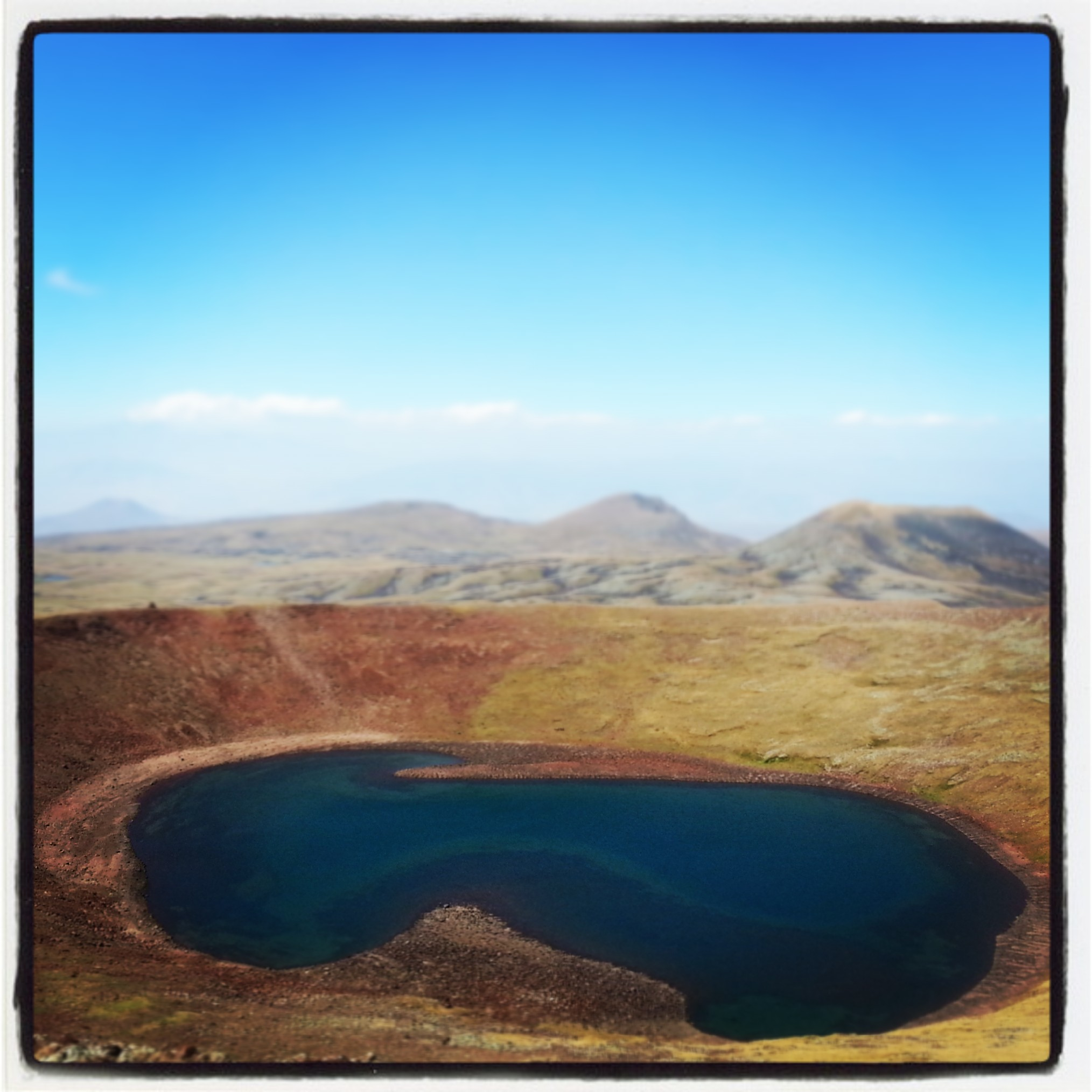
Jezioro w kraterze wulkanu
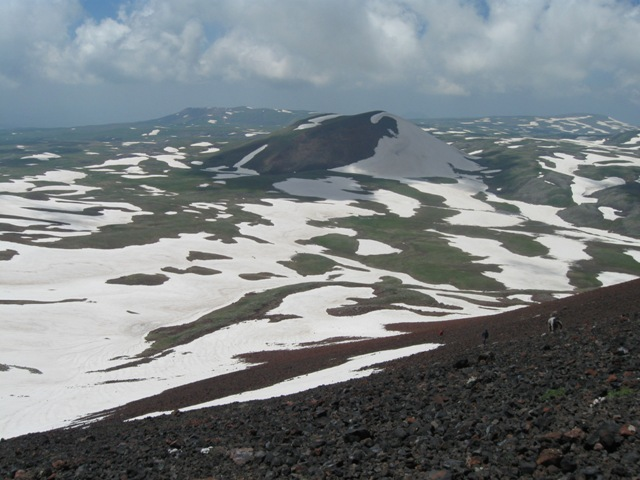
Widok na Góry Gegamskie